# Трудовое (Винницкая область)
Трудовое (укр. Трудове) — посёлок, входит в Песчанский район Винницкой области Украины.
Население по переписи 2001 года составляло 494 человека. Почтовый индекс — 24703. Телефонный код — 4349. Занимает площадь 0,318 км². Код КОАТУУ — 523255101.

## Религия
В посёлке действует Свято-Димитриевский храм Песчанского благочиния Могилёв-Подольской епархии Украинской православной церкви.

## Местный совет
24700, Вінницька обл., Піщанський р-н, смт. Піщанка, вул. Центральна, 85